# 卡西米尔·皮埃尔·佩里埃
卡西米尔·皮埃尔·佩里埃（法语：Casimir Pierre Périer）（1777年– 1832年) ，法国政治人物，七月王朝时期曾担任部长会议主席（首相），任职时间为1831年3月13日至1832年5月16日。